# Kensington Park
Kensington Park es un lugar designado por el censo ubicado en el condado de Sarasota en el estado estadounidense de Florida. En el Censo de 2010 tenía una población de 3.901 habitantes y una densidad poblacional de 1.133,32 personas por km².

## Geografía
Kensington Park se encuentra ubicado en las coordenadas 27°21′33″N 82°29′34″O / 27.35917, -82.49278. Según la Oficina del Censo de los Estados Unidos, Kensington Park tiene una superficie total de 3.44 km², de la cual 3.31 km² corresponden a tierra firme y (3.76%) 0.13 km² es agua.

## Demografía
Según el censo de 2010, había 3.901 personas residiendo en Kensington Park. La densidad de población era de 1.133,32 hab./km². De los 3.901 habitantes, Kensington Park estaba compuesto por el 82.57% blancos, el 7.13% eran afroamericanos, el 0.51% eran amerindios, el 1.72% eran asiáticos, el 0% eran isleños del Pacífico, el 5.41% eran de otras razas y el 2.67% pertenecían a dos o más razas. Del total de la población el 26.4% eran hispanos o latinos de cualquier raza.